# Processamento de sinal

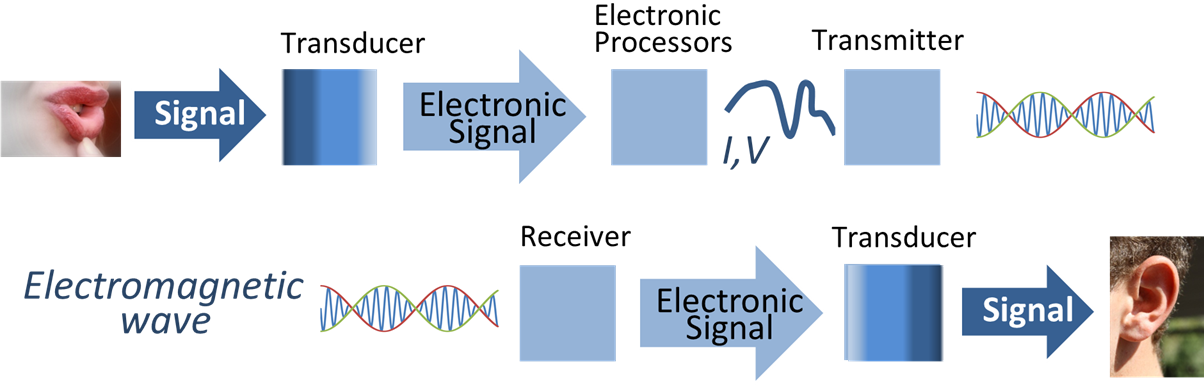
Transmissão de sinal usando processamento de sinal eletronico. Transdutores convertem os sinais em forma de onda para correntes elétricas ou voltagens em forma de onda, que então são processadas, transmitidas como ondas eletromagnéticas, recebidas e convertidas por um outro transdutor para a forma final.

O Processamento de Sinais consiste na análise e/ou modificação de sinais utilizando teoria fundamental, aplicações e algoritmos, de forma a extrair informações dos mesmos e/ou torná-los mais apropriados para alguma aplicação específica. O processamento de sinais pode ser feito de forma analógica ou digital. Este processo utiliza matemática, estatística, computação, heurística e representações linguísticas, formalismos e técnicas de representação, modelagem, análise, síntese, descoberta, recuperação, detecção, aquisição, extração, aprendizagem, segurança e forense. Os objeto de interesse do processamento de sinais podem incluir sons, imagens, séries temporais, sinais de telecomunicações, como sinais de rádio e muitos outros.
Hoje em dia existem diversos dispositivos que podem ser usados no processamento digital de sinais, como DSPs (os mais rápidos e versáteis), microcontroladores e FPGAs.

## História
De acordo com Alan V. Oppenheim e Ronald W. Shafer, os princípios do processamento de sinal podem ser encontrados nas clássicas técnicas de análise numérica do século XVII. Oppenheim e Schafer acrescentaram que a "digitalização" ou refinamento digital dessas técnicas podem ser encontradas em sistemas de controle digital das décadas de 1940 e 1950.

## Campos de aplicação do processamento de sinal

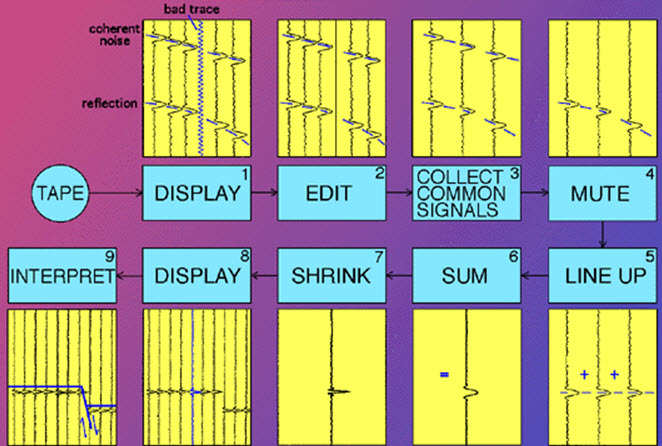
Processamento de sinal sismológico.

- Processamento de áudio - para sinais elétricos que representam sons, como fala e musica.
- Processamento de fala - para processar e interpretar palavras faladas.
- Processamento de imagem - para processamento em câmeras digitais, computadores e varios outros sistemas de imagem.
- Processamento de vídeo - para interpretar imagens em movimento, como videos e imagens animadas.
- Comunicações sem fio - geração de frequência de ondas, demodulação, filtragem, e equalização do sinal sem fio.
- Sistemas de controle
- Sismologia
- Processamento de finanças - para analisar dados financeiros, especialmente para propositos de prever futuros acontecimentos.

## Dispositivos
- Filtros
- Amostragem de sinal e conversor analógico-digital para aquisição de dados e reconstrução de dados, que envolve a medição física do sinal, armazenando ou transferindo-o como sinal digital e, possivelmente mais tarde reconstruir o sinal original ou uma aproximação do mesmo.
- Compressão de dados
- DSPs

## Métodos matemáticos aplicados ao processamento de sinal
- Equação diferencial
- Relação de recorrência
- Analise de Frequência-Tempo - para processamento de sinais não fixos.
- Identificação de sistemas e classificação.
- Cálculo
- Espaço vetorial e Álgebra linear
- Análise funcional
- Probabilidade e Processo estocástico
- Teoria da detecção
- Teoria da estimativa
- Otimização
- Série temporal
- Mineração de dados - para a analise estatística de grande quantidade de dados a fim de detectar padrões desconhecidos.

## Aplicações
As técnicas de processamento de sinais podem ser de muita utilidade no controle e análise de sistemas físicos de interesse dos mais diversos pesquisadores, não só engenheiros eletrotécnicos, como engenheiros mecânicos, químicos e físicos. Atualmente, técnicas de processamento de sinais também têm atraído muito a atenção de profissionais de outras áreas como economia, biologia, saúde e os profissionais que conseguem integrar tanto a área da saúde quanto da informática.
A filtragem de sinais é uma das principais aplicações do processamento de sinais.

## Categorias do processamento de sinal

### Processamento de sinal analógico
É qualquer tipo de processamento de sinal realizado em sinais analógicos usando meios analógicos (é o oposto do processamento de sinal digital, onde o processamento de sinal é realizado por um processo digital). Valores analógicos são normalmente representados por tensão, corrente elétrica, carga elétrica em componentes de dispositivos eletrônicos. Processamento de sinal analógico é feito para sinais que ainda não foram digitalizados, como em sinais de radio, telefone, radar e sistemas de televisão. Esse processo envolve circuitos eletrônicos lineares e não-lineares. Exemplos de circuitos lineares são filtros passivos, filtros ativos, misturadores aditivos, integrador e delay lines. Circuitos não-lineares incluem equipamentos de compansão, multiplicadores (mixadores de frequência e amplificador controlado por tensão), filtro controlado por tensão, osciladores controlado por tensão e malha de captura de fase.

### Processamento de sinal não-linear
Processamento de sinal não-linear envolve a analise e processamento de sinais produzidos por sistemas não-lineares e pode ser determinado por tempo, frequência ou domínios de espaço-tempo. Sistemas não-lineares podem produzir comportamentos muito complexos, como ponto de divergência, teoria do caos, harmônica e sub-harmônica que não podem ser produzidos ou analisados usando métodos lineares.

### Processamento de sinal discreto
Sinal discreto é uma série temporal que consiste de uma sequência de quantidades, uma função sobre o domínio de inteiros discretos. Cada valor da sequência é chamado de amostra. Essa amostra é definida apenas em pontos discretos no tempo, e assim sendo quantificados com o tempo, e não em magnitude.
Diferente do sinal contínuo, um sinal discreto não é uma função de um argumento contínuo. Entretanto, a função pode ter sido obtida através da amostragem de um sinal contínuo.
Pode-se obter sinais discretos de diversas formas, mas geralmente se classifica em dois grupos. O primeiro é a aquisição de valores de um sinal analógico numa determinada taxa de tempo, um processo chamado de amostragem de sinal. O segundo grupo é o acúmulo de uma variável com o tempo, como por exemplo a quantidade de pessoas que usam um determinado elevador por dia.
O conceito de processamento de sinal discreto também se refere a uma disciplina teórica que estabelece uma base matemática para o processamento de sinal digital, sem levar em consideração erro de quantização.

### Processamento de sinal digital
O Processamento Digital de Sinais ou PDS (também chamado de DSP, do inglês, Digital Signal Processing) é o processo de manipulação matemática de um sinal para modificá-lo ou melhora-lo de alguma maneira. Se caracteriza pela representação por sinal discreto, frequência discreta, ou outros sinais de domínios discretos por uma sequência de números ou símbolos e o processamento desses sinais.
Possui diversas técnicas computacionais que podem ser utilizadas diretamente em um sistema computacional baseado no IBM-PC padrão, sem necessitar do uso de equipamentos de hardware específicos como FPGAs ou microcontroladores. As transformadas Matemáticas como Fourier e Wavelets são exemplos deste tipo de processamento.
O objetivo do PDS é normalmente para medir, filtrar e/ou comprimir contínuos sinais analógicos. Normalmente, o primeiro passo para a conversão do sinal analógico para o digital, é realizando a amostragem do  sinal e então digitalizando-o usando um conversor analógico-digital, que transforma o sinal analógico para um fluxo de valores digitais discretos. Frequentemente, porem, o sinal de saída necessário também é analógico, o que torna necessário um conversor digital-analógico. Mesmo se o processo é mais complexo que um processamento de sinal analógico e possui uma faixa de valor distinto, a aplicação do poder computacional no processamento de sinal permite muitas vantagens ao processamento analógico em varias aplicações, como na detecção de erros e na correção de erros na transmissão, bem como na compressão dos dados.
As aplicações para PDS incluem processamento de sinal de áudio, fala, sonar, radar, estimação espectral, estatística, imagens digitais, processamento para comunicações, controle de sistemas, biomedicina, processamento de dados sismológicos, entre outros. Os algoritmos de PDS podem ser usados em computadores normais, como podem ser usados em computadores especializados para esse tipo de processamento. Nos dias atuais, existem tecnologias usadas para o processamento de sinal digital, como FPGAs, controladores de sinal digital(usados normalmente para aplicações industriais ou controle de motores), entre outros.

#### Amostragem de sinal
Amostragem é normalmente realizada em dois estágios, a discretização e a quantização. No estágio da discretização, o sinal é particionado em classes de equivalência e na quantização é responsável pela substituição do sinal pela representação do sinal nas classes de equivalência correspondente.
O teorema de Nyquist define que para um sinal poder ser reconstituído com o mínimo de perda de informação, a frequência de amostragem de um sinal analógico deve ser igual ou maior a duas vezes a maior frequência do espectro desse sinal. Na prática, a frequência de amostragem é frequentemente maior do que duas vezes a exigida.
Alguns sinais periódicos tornam-se não periódicos após a amostragem, e em alguns sinais pode ocorrer o inverso. Em geral, para um sinal periódico com período T ser periódico (com período N) após amostragem com intervalo de Ts, a formula a seguir dever ser satisfeita:
{\displaystyle T_{s}N=Tk}
onde k é um inteiro.